# إيفان سيرانو
إيفان سيرانو (بالإسبانية: Iván Serrano)‏ هو لاعب كرة قدم إسباني، ولد في 7 يناير 2001 في أفيليس في إسبانيا.

## وصلات خارجية
- إيفان سيرانو على موقع قاعدة بيانات كرة القدم.إي يو (الإنجليزية)
- إيفان سيرانو على موقع Soccerway.com (الإنجليزية)